# Alophoixus phaeocephalus
Alophoixus phaeocephalus е вид птица от семейство Pycnonotidae.

## Разпространение
Видът е разпространен в Бруней, Индонезия, Малайзия, Мианмар и Тайланд.